# Мугла (город)
Му́гла (тур. Muğla) — город и район в провинции Мугла (Турция), административный центр провинции.

## История
В античные времена, когда территория ила Мугла носила название «Кария», здесь было небольшое поселение Моболла (от него ничего не сохранилось). Город не имел существенного значения вплоть до включения этой территории в состав Османской империи: в 1420 году он стал административным центром санджака Ментеше, который после образования Турецкой республики был переименован в «Мугла» (по названию административного центра).
|  |  |  |  |